# Izernore
Izernore est une commune française, située dans le département de l'Ain en région Auvergne-Rhône-Alpes. Elle est chef-lieu de canton de l'Ain. Ses habitants sont les Izernois ou les Izernoises.
La ville est située à l'extrême nord du Haut-Bugey entre les monts Berthiand et la Plastics Vallée. On y trouve une activité industrielle importante, avec des dizaines d'usines de plastiques installées dans le sud de l'agglomération. La commune bénéficie d'une vie associative florissante : plus d'une vingtaine d'associations bénévoles aident le village à se développer. Depuis 1990, la population a plus que doublé passant de 967 habitants à 2 100 habitants. Les ruines du temple gallo-romain et le musée d'archéologie sont les principales attractions touristiques de la commune.

## Géographie

### Situation

#### Localisation
La commune d'Izernore est le chef-lieu du canton d'Izernore depuis 1827, elle contient sept hameaux : Bussy, Cessiat, Charbillat, Intriat, Pérignat, Tignat, le Voërle mais également des fermes isolés : Beauregard, la Grange du Mont, l'Allongeon, le Moulin d'Intriat-La Tournerie, les Trablettes, Surfontaine, la Tour, la Tuilerie et la Ferme des Prés.
La commune, qui s'étend sur 2 085 hectares, a son altitude qui varie entre 380 et 762 mètres au sommet du Molard aux Biches à l'est. La plaine a une altitude moyenne de 460 mètres et est le lieu des principales habitations, des industries et des terres cultivées. Les pentes aux reliefs karstiques sont recouvertes de forêt, d'espaces herbus et de masses rocheuses.
La commune est traversée par l'Oignin venant de Nurieux-Volognat par l'ouest, et par le ruisseau de l'Anconnans à l'est. L'Oignin est stoppée par le barrage d'Intriat, qui alimente l'usine électrique des Trablettes grâce à une conduite forcée. Elle descend ensuite vers la commune de Matafelon-Granges.

### Climat
Pour des articles plus généraux, voir Climat d'Auvergne-Rhône-Alpes et Climat de l'Ain.
En 2010, le climat de la commune est de type climat de montagne, selon une étude du CNRS s'appuyant sur une série de données couvrant la période 1971-2000. En 2020, Météo-France publie une typologie des climats de la France métropolitaine dans laquelle la commune est dans une zone de transition entre le climat semi-continental et le climat de montagne et est dans la région climatique Jura, caractérisée par une forte pluviométrie en toutes saisons (1 000 à 1 500 mm/an), des hivers rigoureux et un ensoleillement médiocre.
Pour la période 1971-2000, la température annuelle moyenne est de 10,4 °C, avec une amplitude thermique annuelle de 17,4 °C. Le cumul annuel moyen de précipitations est de 1 452 mm, avec 11,7 jours de précipitations en janvier et 8,7 jours en juillet. Pour la période 1991-2020, la température moyenne annuelle observée sur la station météorologique de Météo-France la plus proche, « Vieu », sur la commune de Vieu-d'Izenave à 16 km à vol d'oiseau, est de 9,4 °C et le cumul annuel moyen de précipitations est de 1 610,3 mm,. Pour l'avenir, les paramètres climatiques de la commune estimés pour 2050 selon différents scénarios d'émission de gaz à effet de serre sont consultables sur un site dédié publié par Météo-France en novembre 2022.

### Voies de communication et transports
Le village se trouve à environ 6 km de l'entrée « La Croix Châlon » de l'autoroute A 404. Celle-ci rejoint l'autoroute A 40 en 6 km.
Izernore est desservie par trois routes départementales. La route départementale 18 est la voie principale du village. Elle permet de rejoindre par le sud la route départementale 979 qui permet de rejoindre Bourg-en-Bresse en passant par le col du Berthiand. Les deux autres voies sont la route départementale 11 qui relie Cerdon à Matafelon-Granges en passant par le hameau Intriat, et la route départementale 85 qui permet d'aller à Oyonnax par la côte de Ceyssiat.

## Urbanisme

### Typologie
Au 1er janvier 2024, Izernore est catégorisée bourg rural, selon la nouvelle grille communale de densité à 7 niveaux définie par l'Insee en 2022.
Elle appartient à l'unité urbaine de Montréal-la-Cluse, une agglomération intra-départementale dont elle est ville-centre,. Par ailleurs la commune fait partie de l'aire d'attraction d'Oyonnax, dont elle est une commune de la couronne,. Cette aire, qui regroupe 40 communes, est catégorisée dans les aires de 50 000 à moins de 200 000 habitants,.

### Occupation des sols
L'occupation des sols de la commune, telle qu'elle ressort de la base de données européenne d’occupation biophysique des sols Corine Land Cover (CLC), est marquée par l'importance des forêts et milieux semi-naturels (46,6 % en 2018), une proportion sensiblement équivalente à celle de 1990 (47,4 %). La répartition détaillée en 2018 est la suivante : 
forêts (46,6 %), prairies (28,2 %), zones agricoles hétérogènes (13,8 %), zones urbanisées (3,1 %), zones industrielles ou commerciales et réseaux de communication (3,1 %), mines, décharges et chantiers (1,9 %), terres arables (1,9 %), zones humides intérieures (1,4 %), eaux continentales (0,1 %).
L'évolution de l’occupation des sols de la commune et de ses infrastructures peut être observée sur les différentes représentations cartographiques du territoire : la carte de Cassini (XVIIIe siècle), la carte d'état-major (1820-1866) et les cartes ou photos aériennes de l'IGN pour la période actuelle (1950 à aujourd'hui).

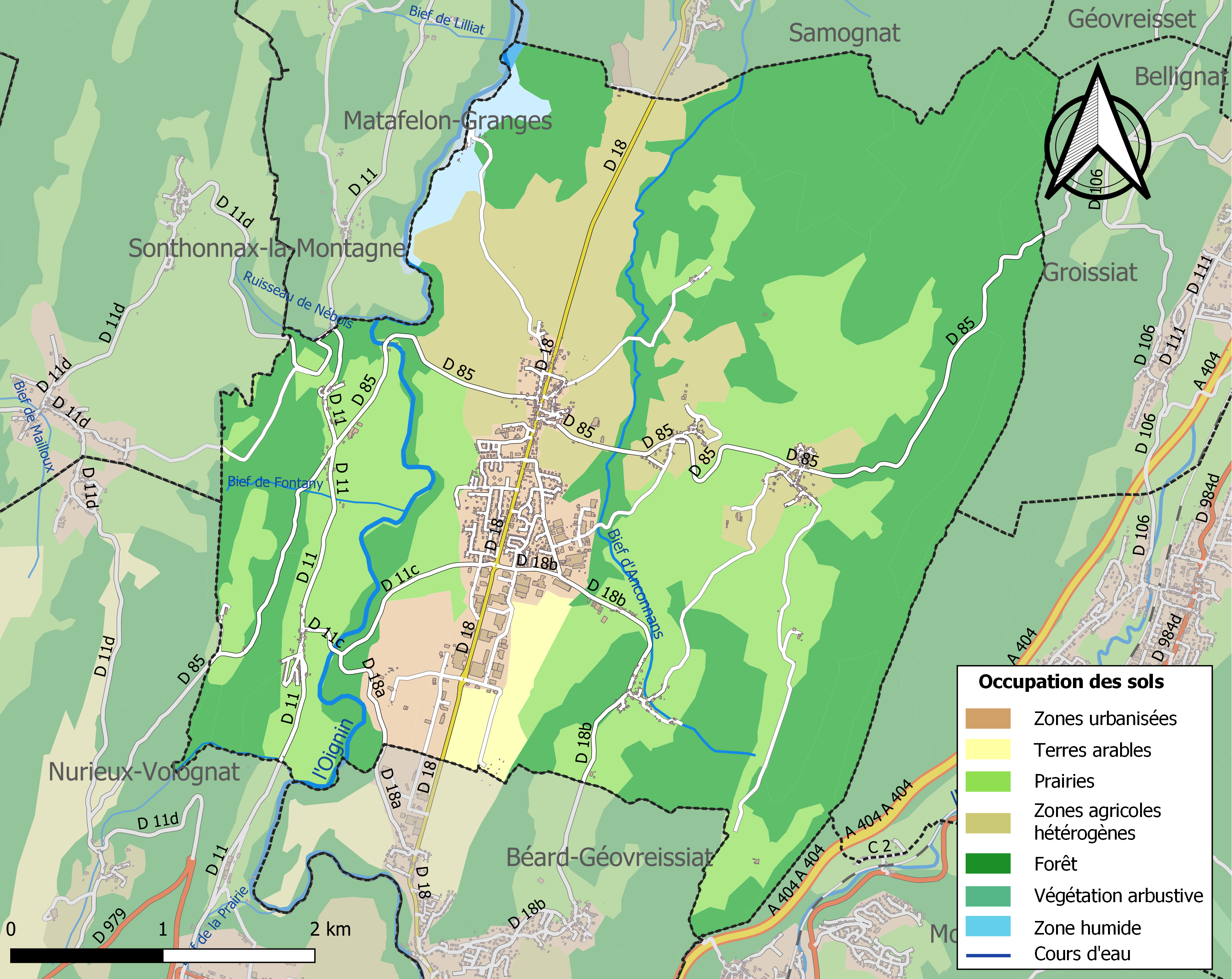
Carte des infrastructures et de l'occupation des sols de la commune en 2018 (CLC).

#### Logement
Le nombre total de logements dans la commune est de 666. Parmi ces logements, 91,4 % sont des résidences principales, 5,7 % sont des résidences secondaires et 2,9 % sont des logements vacants. Ces logements sont pour une part de 77,8 % des maisons individuelles, 17,6 % sont d'autre part des appartements et enfin seulement 4,6 % sont des logements d'un autre type. La part d'habitants propriétaires de leur logement est de 56 %. Ce qui est supérieur à la moyenne nationale qui se monte à près de 55,3 %. En conséquence, la part de locataires est de 39,7 % sur l'ensemble des logements qui est inversement inférieur à la moyenne nationale qui est de 39,8 %. On peut noter également que 4,3 % des habitants de la commune sont des personnes logées gratuitement alors qu'au niveau de l'ensemble de la France le pourcentage est de 4,9 %. Toujours sur l'ensemble des logements de la commune, 2,6 % sont des studios, 10,2 % sont des logements de deux pièces, 15,4 % en ont trois, 38,1 % des logements disposent de quatre pièces, et 33,7 % des logements ont cinq pièces ou plus.

## Héraldique
| Blason de Izernore | Blason  | Écartelé d'argent et d'azur. |
| Blason de Izernore | Détails |                              |

## Toponymie
Le nom du village est attesté sous la forme Isarnodori au VIIIe siècle ; Ysernodero en 1299 - 1369 ; Yzernore vers 1350.
Albert Dauzat a suggéré en son temps un nom d'homme gaulois Isarnos (sur isarno « fer »), suivi de durum « marché ». En revanche, le toponymiste Ernest Nègre et le celtisant Xavier Delamarre proposent directement le vieux celtique continental (gaulois) isarnon (*īsarno-) « fer » et duro- « forteresse » pour le premier et « porte » pour le second (cf. breton dor, gallois « porte »), c'est-à-dire *Īsarnoduro- soit « porte de fer ». X. Delamarre se fonde sur la glose latine : « Gallica lingua Isarnodori, id est ferrei ostii » (« en langue gauloise Isarnodore, c'est-à-dire porte de fer ») et sur le fait qu’*isarno- soit particulièrement bien attesté dans la toponymie (cf. Yzernay, Isarno, etc.) et conserve des cognats dans toutes les langues celtiques (vieil irlandais íarnn, vieux breton hoiarn, gallois haearn, tous issus d’*īsarno-), ainsi que duro-, qui possède généralement le sens de « marché enclos, place, forum, ville close, bourg », mais qui est bien attesté au sens de « porte » dans le Glossaire de Vienne en tant que doro : osteo, c'est-à-dire ostium « porte ».
Le linguiste Jacques Lacroix émet une autre hypothèse : Izernore serait plutôt un ancien « Bourg de la Rivière du Sud » (*Īsarnoduro). La localité se situait près de l'extrémité sud-ouest du territoire des Séquanes face aux Ambarres. L'Oignin, coulant dans la zone sud frontalière des Séquanes, a pu ainsi être considérée comme l'eau de la « limite basse ». Le nom initial était composé de trois éléments gaulois : *is- (« bas »), *arno- (« eau en mouvement ») et duron (« bourg »).
Remarque : la terminaison -ore s'explique plus précisément par le -o final d’isarno-, suivi de -duru-, d'où -o-duru- (ó accentué de liaison), puis amuïssement régulier du [d] intervocalique.

## Histoire

### Antiquité

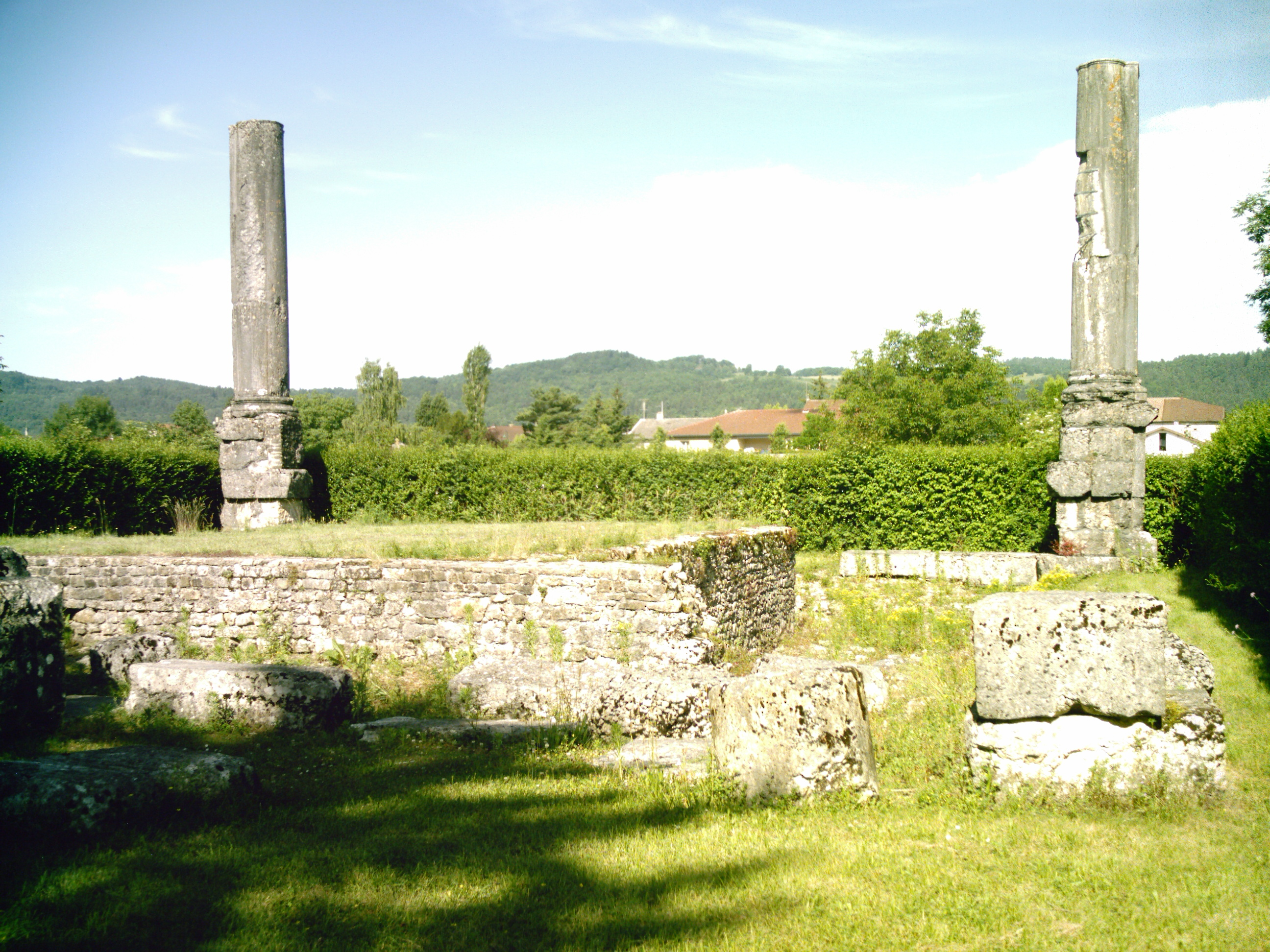
Temple gallo-romain d'Izernore.

L'histoire d'Izernore est marquée par l'époque gallo-romaine. Durant cette période, la commune était l'un des principaux bourgs du Bugey. Le temple d'Izernore en est le témoin. Les érudits ont longtemps discuté sur le dieu honoré par ce temple. La thèse d'une dédicace à Mars repose sur des preuves ténues : un ex-voto trouvé dans la commune voisine de Matafelon-Granges dédié à Mars, une autre inscription venant du village de Mornay, un microtoponyme local champ de mare réinterprété en champ de Mars[réf. nécessaire]. La partie inférieure d'un autel dédié à Mercure a été découverte dans le périmètre du temple, ce qui justifie une attribution possible à cette divinité.
Des fouilles ont également permis de retrouver d'autres ruines. Un inventaire des monnaies trouvées sur le site publié en 1963 recense trente-trois monnaies gauloises, dont vingt potins et une monnaie d'argent séquanes, preuve qu'il était habité à l'époque gauloise.
Izernore fait partie des sites qui prétendent au titre de lieu du siège d'Alésia. Quelques auteurs, comme Jacques Maissiat en 1865, Alexandre Bérard en 1906 ou Férréol Butavand en 1930 ont essayé, en vain, d'en apporter la preuve.
Isarnodurum (l'ancien Izernore) se situe au croisement des voies romaines venant de Genève et de Lyon, ce qui en fait une cité développée de l'époque. Des fouilles ont notamment permis de mettre au jour l'emplacement de plusieurs villas gallo-romaines à Bussy et à Pérignat.
La commune a été la proie de plusieurs pillages au cours des siècles. À la fin du IVe siècle, les Alamans incendièrent la ville. Cette époque est également marquée par la naissance des frères saint Romain et saint Lupicin au hameau de Cessiat. Ils sont entre autres les fondateurs de l'abbaye de Condat (aujourd'hui Saint Claude). Un autre habitant d'Izernore, né en 450, devint l'abbé de Condat, saint Oyand.

### Moyen Âge
Inclus dans le royaume burgonde, puis franc, Isardonorum est le siège d'un atelier monétaire, productif au VIIe siècle. Des pièces retrouvées ont permis de justifier le fait que la bourgade était encore développée à l'époque mérovingienne.
Au Xe siècle les Hongrois ravagent le bourg.
L'agriculture était la principale source d'activité de ce village au Moyen Âge. Il appartenait aux seigneurs de Bussy qui étaient les vassaux des sires de Thoire, puis est passée entre les mains des seigneurs de Matafelon au XVe siècle vassaux des ducs de Savoie.
Lors de la Révolution, le clocher de l'église fut abattu, on confisqua les cloches et détruisit le château du Voërle. De cette époque, cinq statues de bois ont été retrouvées en 1988, lors de travaux dans le tombeau des prêtres situé sous le chœur de l'église. On suppose qu'elles avaient été « mises à l'abri » pour éviter leur destruction.

### Époque contemporaine
Le passage nazi
La région étant montagneuse et boisée, elle fut favorable à l'implantation des résistants et des maquisards. C'est pour cela, qu'en 1944, les Allemands exercèrent des représailles. Le château d'Intriat fut bombardé et partiellement détruit, mais ce fut une erreur, car l'objectif était la destruction du château du Voërle situé de l'autre côté de la vallée. Peu après, il fut tout de même incendié, ainsi que plusieurs maisons du village.

## Politique et administration

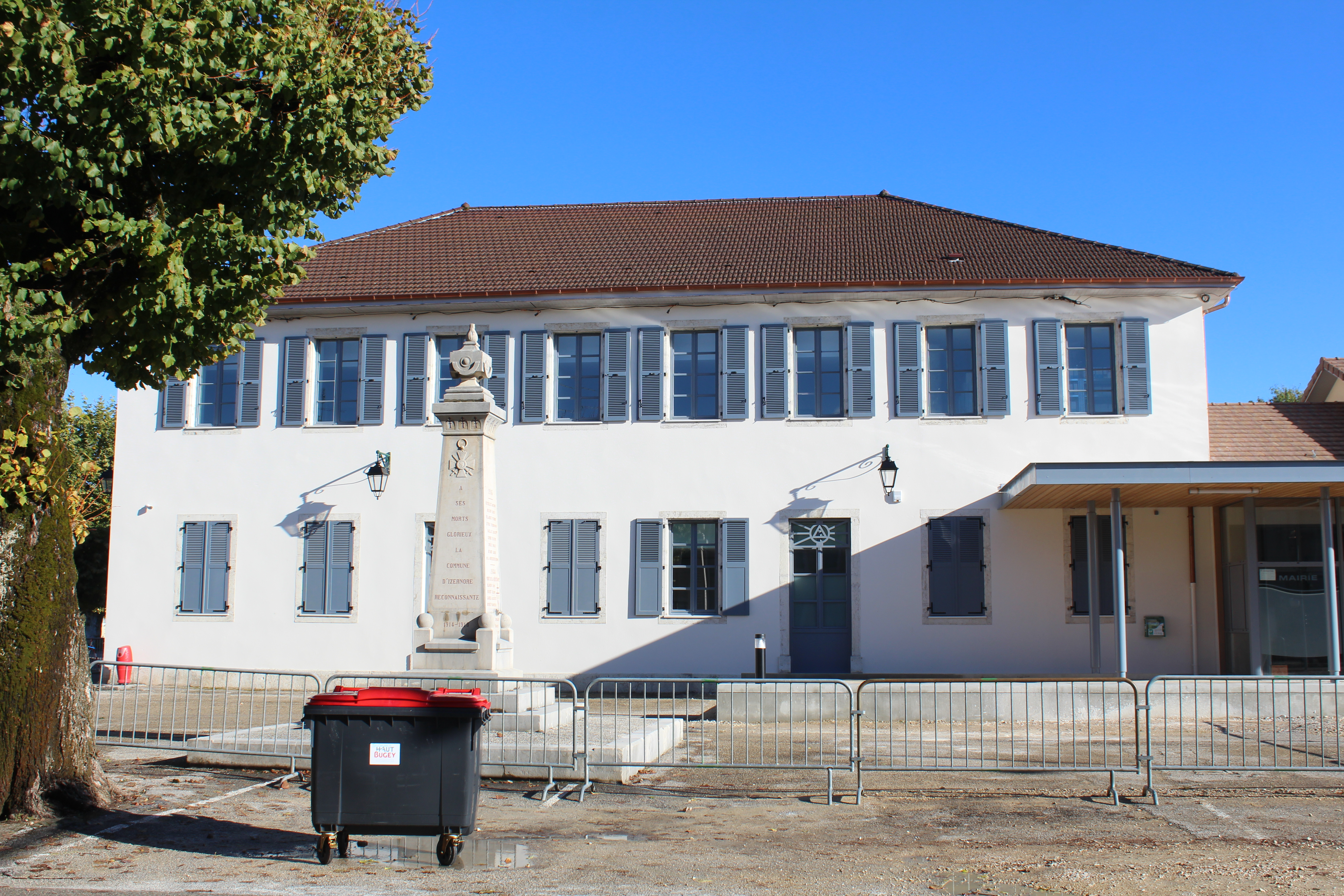
Bâtiment historique de la mairie.

### Tendances politiques
- Résultats électoraux en ligne sur le site du Ministère de l'Intérieur

Élections présidentielles, résultats des deuxièmes tours :
- élection présidentielle de 2007 : 70,80 % pour M. Nicolas Sarkozy (UMP), 29,20 % pour Mme Ségolène Royal (PS), 86,25 % de participation.
- élection présidentielle de 2002 : 74,38 % pour M. Jacques Chirac (UMP), 25,62 % pour M. Jean-Marie Le Pen (FN), 82,43 % de participation.

Élections législatives, résultats des deuxièmes tours :
- élections législatives de 2007 : 61,55 % pour M. Charles de La Verpillière (UMP) (Élu au premier tour), 53,02 % de participation.
- élections législatives de 2002 : 71,11 % pour M. Lucien Guichon (UMP), 28,89 % pour Mme Éliane Drut-Gorju (PS), 49,13 % de participation.

Élections européennes, résultats des deux meilleurs scores :
- élections européennes de 2004 : 18,14 % pour M. Jean-Marie Le Pen (FN), 17,90 % pour Mme Françoise Grossetête (UMP), 36,73 % de participation.

Élections régionales, résultats des deux meilleurs scores :
- élections régionales de 2004 : 40,62 % pour Mme Anne-Marie Comparini (LDR), 32,50 % pour M. Jean-Jack Queyranne (LGA), 59,81 % de participation.

Élections cantonales, résultats des deuxièmes tours :
- élections cantonales de 2008 : 59,08 % pour M. Michel Colletaz (UMP), 32,05 % pour M. Mario Borroni (DVG), 53,46 % de participation.
- élections cantonales de 2001[29] : 51,19 % pour Mme Laurence Jeanneret-Nguyen (DL), 48,81 % pour M. Michel Genoux (DVD), 60,42 % de participation.

Référendums :
- Référendum de 2005 relatif au traité établissant une Constitution pour l'Europe : 43,07 % pour le « Oui », 56,93 % pour le « Non », 69,34 % de participation.

### Liste des maires
| Période                                  | Période               | Identité         | Étiquette      | Qualité                                                                 |
| ---------------------------------------- | --------------------- | ---------------- | -------------- | ----------------------------------------------------------------------- |
| janvier 1878                             | juin 1878             | Laurent Barrier  |                |                                                                         |
| Les données manquantes sont à compléter. |                       |                  |                |                                                                         |
| 1919                                     | 1936                  | Charles Bertrand |                |                                                                         |
| Les données manquantes sont à compléter. |                       |                  |                |                                                                         |
| mai 1945                                 | décembre 1968 (décès) | Jules Donier     | SFIO           | Industriel Conseiller général du canton d'Izernore (1945 → 1968)        |
| Les données manquantes sont à compléter. |                       |                  |                |                                                                         |
| juin 1995                                | mars 2001             | Michel Carminati | UDF-PR puis DL | Gérant de société Conseiller général du canton d'Izernore (1982 → 2001) |
| mars 2001                                | mars 2008             | Jacques Dheyriat | DVD            |                                                                         |
| mars 2008                                | mai 2020              | Michel Colletaz  | SE             | Retraité Vice-président de Haut-Bugey Agglomération (? → 2020)          |
| 25 mai 2020                              | En cours              | Sylvie Comuzzi   | SE-DVD         | Retraitée 6e vice-présidente de Haut-Bugey Agglomération (2020 → )      |
| Les données manquantes sont à compléter. |                       |                  |                |                                                                         |

### Instances judiciaires et administratives
Après avoir occupé divers bâtiments privés, la gendarmerie d'Izernore s'est installée dans le bâtiment actuel en 1967. Elle se situe le long de la route départementale 18 à proximité du centre du village.

### Jumelages
La commune n'a pas développé d'association de jumelage.

## Population et société

### Démographie

#### Évolution démographique
L'évolution du nombre d'habitants est connue à travers les recensements de la population effectués dans la commune depuis 1793. Pour les communes de moins de 10 000 habitants, une enquête de recensement portant sur toute la population est réalisée tous les cinq ans, les populations de référence des années intermédiaires étant quant à elles estimées par interpolation ou extrapolation. Pour la commune, le premier recensement exhaustif entrant dans le cadre du nouveau dispositif a été réalisé en 2006.
En 2022, la commune comptait 2 262 habitants, en évolution de +0,22 % par rapport à 2016 (Ain : +5,15 %, France hors Mayotte : +2,11 %).
| 1793 | 1800 | 1806  | 1821  | 1831  | 1836 | 1841  | 1846  | 1851  |
| ---- | ---- | ----- | ----- | ----- | ---- | ----- | ----- | ----- |
| 941  | 978  | 1 016 | 1 057 | 1 005 | 985  | 1 011 | 1 103 | 1 103 |

| 1856  | 1861  | 1866  | 1872  | 1876  | 1881  | 1886  | 1891  | 1896 |
| ----- | ----- | ----- | ----- | ----- | ----- | ----- | ----- | ---- |
| 1 084 | 1 044 | 1 011 | 1 021 | 1 064 | 1 079 | 1 129 | 1 016 | 932  |

| 1901 | 1906 | 1911 | 1921 | 1926 | 1931 | 1936 | 1946 | 1954 |
| ---- | ---- | ---- | ---- | ---- | ---- | ---- | ---- | ---- |
| 879  | 757  | 660  | 633  | 601  | 563  | 593  | 553  | 557  |

| 1962 | 1968 | 1975 | 1982 | 1990  | 1999  | 2006  | 2011  | 2016  |
| ---- | ---- | ---- | ---- | ----- | ----- | ----- | ----- | ----- |
| 548  | 520  | 682  | 975  | 1 170 | 1 656 | 2 140 | 2 294 | 2 257 |

| 2021  | 2022  | - | - | - | - | - | - | - |
| ----- | ----- | - | - | - | - | - | - | - |
| 2 267 | 2 262 | - | - | - | - | - | - | - |

Après 1970, qui correspond au tournant industriel d'Izernore, le besoin de main d'œuvre a permis une forte augmentation démographique, avec une population qui a quadruplé en une quarantaine d'années. La vie associative, les habitations se sont ainsi développées.

#### Pyramide des âges
En 2021, le taux de personnes d'un âge inférieur à 30 ans s'élève à 36,0 %, soit au-dessus de la moyenne départementale (35,3 %). À l'inverse, le taux de personnes d'âge supérieur à 60 ans est de 19,8 % la même année, alors qu'il est de 24,3 % au niveau départemental.
En 2021, la commune comptait 1 139 hommes pour 1 128 femmes, soit un taux de 50,24 % d'hommes, légèrement supérieur au taux départemental (49,35 %).
Les pyramides des âges de la commune et du département s'établissent comme suit :
| Hommes | Classe d’âge | Femmes |
| ------ | ------------ | ------ |
| 0,2    | 90 ou +      | 0,8    |
| 4,4    | 75-89 ans    | 6,8    |
| 13,7   | 60-74 ans    | 13,9   |
| 25,1   | 45-59 ans    | 25,1   |
| 17,5   | 30-44 ans    | 20,4   |
| 19,0   | 15-29 ans    | 13,2   |
| 20,0   | 0-14 ans     | 19,8   |

| Hommes | Classe d’âge | Femmes |
| ------ | ------------ | ------ |
| 0,6    | 90 ou +      | 1,6    |
| 6,3    | 75-89 ans    | 8,1    |
| 15,5   | 60-74 ans    | 16,2   |
| 21     | 45-59 ans    | 20,4   |
| 19,8   | 30-44 ans    | 19,8   |
| 16,4   | 15-29 ans    | 15     |
| 20,4   | 0-14 ans     | 18,9   |

### Enseignement

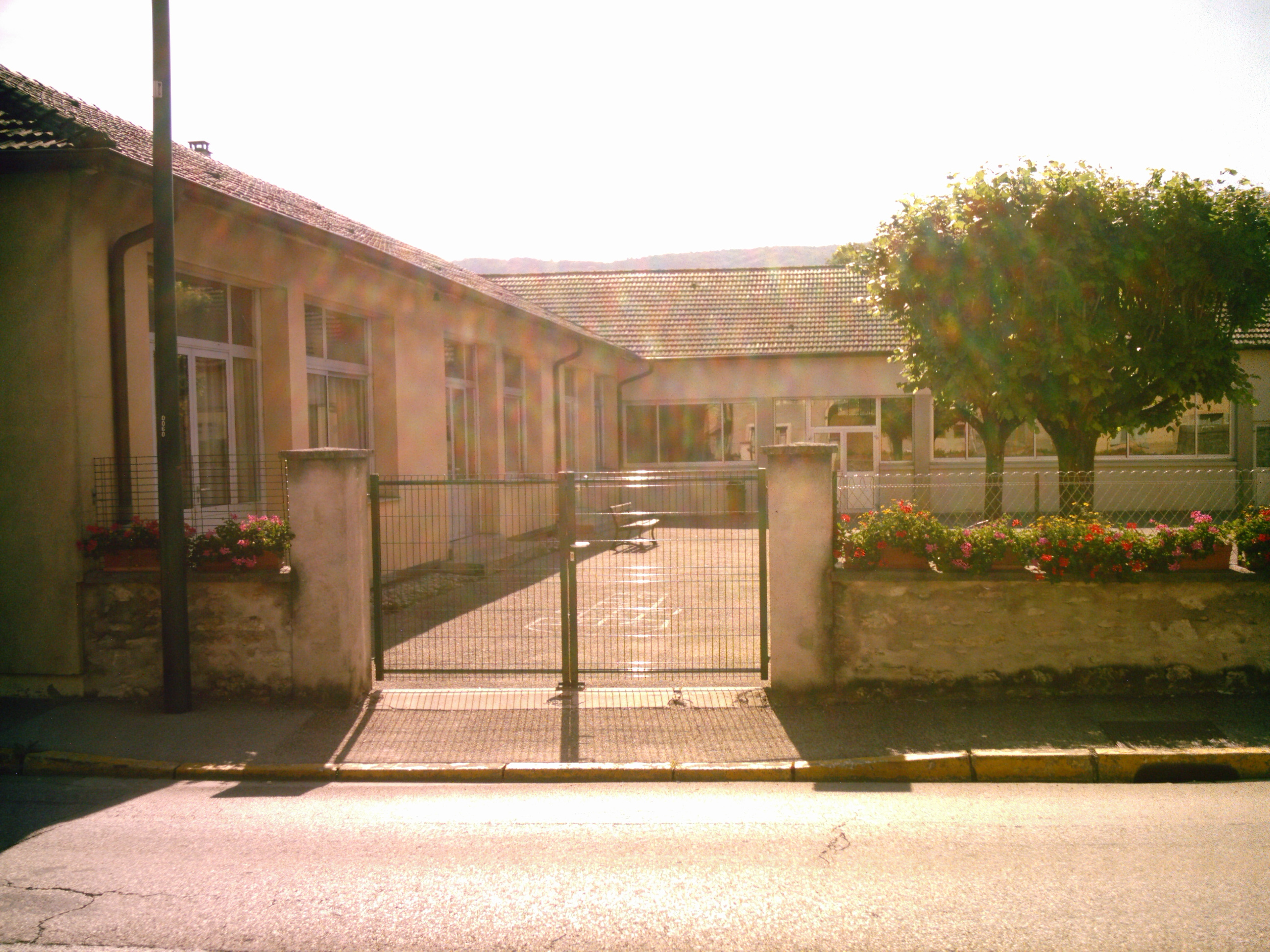
L'école primaire d'Izernore.

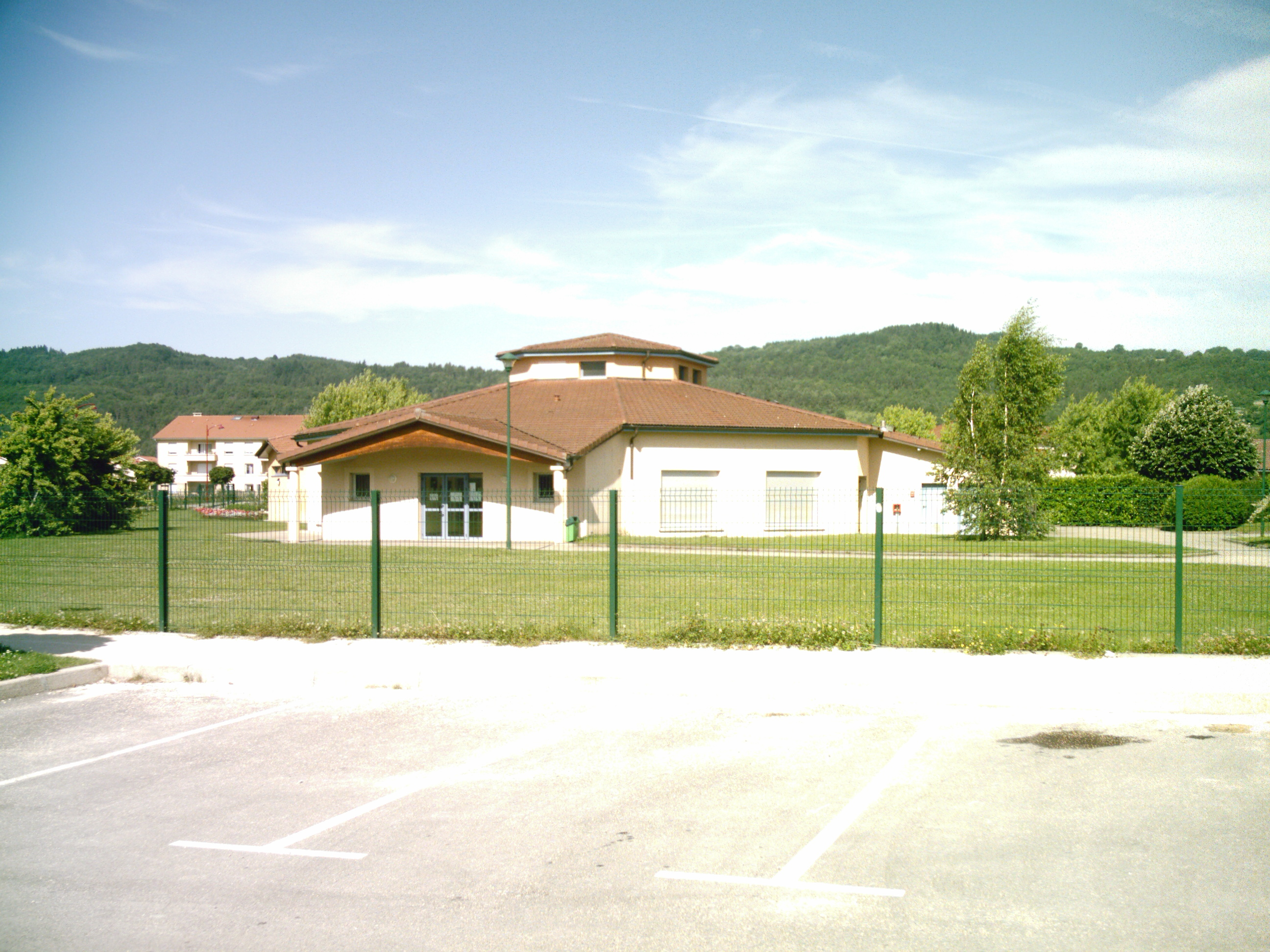
Le groupe scolaire d'Izernore (les classes maternelles et la cantine).

#### Enseignement primaire
Avant le milieu du XIXe siècle, les écoles des garçons et des filles étaient séparées. Les garçons étant dans le presbytère et les filles derrière la mairie dans les dépendances de la maison Peloux.
Par la suite, une école est construite en 1956 et comporte trois classes ainsi qu'un préau couvert. La croissance démographique de la commune a permis de développer le groupe scolaire à une dizaine de classes dont quatre sont des maternelles.

#### Collège et lycée
Le collège le plus proche d'Izernore est le collège Théodore-Rosset  de Montréal-la-Cluse. Le département de l'Ain met à disposition un transport scolaire gratuit le matin et le soir qui passe par plusieurs arrêts dans les différents hameaux de la commune.
Il en est de même pour le transport jusqu'au lycée. Les différents lycées possibles sont le lycée Xavier-Bichat de Nantua, au Campus Arbez-Carme de Bellignat ou Paul-Painlevé d'Oyonnax.

### Santé
Il existe une pharmacie à Izernore, ainsi qu'un médecin et un cabinet infirmier. Ils se situent dans la Grande Rue.
Izernore se situe dans le secteur du centre hospitalier du Haut Bugey à Oyonnax. Ce bâtiment ouvert en 2007 a permis le regroupement des hôpitaux d'Oyonnax et de Nantua qui dataient de l'avant-guerre, mais également une mise aux normes de leurs infrastructures.

### Sports et loisirs
Izernore compte plus de vingt associations aussi bien dans les domaines culturels que sportifs ou de loisirs. Il existe des clubs de football, de tennis, de basket, d'hippisme, de gymnastique, de pétanque.
Voici la liste des autres associations culturelles ou de loisirs :
| - Acti Jeunes - Amicale Pompier - Association Pédestre Monts et Vallée de l'Ain - La Cantonade - Club Photos - Comité des Fêtes - Côté BB - Creatiz - Fleurs d Automne | - Histhoiria - SEP - Boute en Train - Sou des écoles - Société de Tir des Monts Berthiand - Office de Tourisme - Les Grillons - Les petits plus - Société de chasse - The Black Eagles |

Le calendrier des manifestations est également très rempli, ce qui fait d'Izernore une commune attractive et dynamique. On peut citer par exemple la fête artisanale chaque année en octobre ou la fête patronale aux alentours de la mi-août.
En 2005, le championnat de France de caisse à savon s'est déroulé à Izernore.

### Médias
Le journal Le Progrès propose une édition locale aux communes du Haut-Bugey. Il parait du lundi au dimanche et traite des faits divers, des évènements sportifs et culturels au niveau local, national, et international.
Le journal La Voix de l’Ain est un hebdomadaire qui propose des informations locales pour les différentes régions du département de l'Ain.
La chaîne France 3 Rhône Alpes Auvergne est disponible dans la région.

### Personnalités liées à la commune
(par ordre chronologique de naissance)
- Saint Romain [Romain de Condat[44]] (Izernore v. 390 - monastère de la Balme, Saint-Romain-de-Roche auj. Pratz, Jura 460) : moine et abbé ; cofondateur, avec son frère Lupicin, des monastères de Condat (auj. Saint-Claude, Jura), Lauconne, et la Balme. Il fonda également le monastère de Romainmôtier (devenu, au XIe siècle, l'abbatiale de Romainmôtier, à Romainmôtier, dans le canton de Vaud, en Suisse).
- Saint Barnard de Romans ou Barnard de Vienne, évêque de Vienne et fondateur de l'abbaye Notre-Dame d'Ambronay serait né à Izernore vers 780.
- Saint Lupicin [Lupicin de Lauconne[44]] (Izernore v. 415 - monastère de Lauconne auj. Saint-Lupicin, Jura 480) : moine et abbé ; cofondateur, avec son frère Romain, des monastères de Condat, Lauconne et la Balme.
- Saint Oyand (Izernore v. 449 - monastère de Condat auj. Saint-Claude, Jura 510) : abbé ; accrut le rayonnement du monastère de Condat.
- Marcel Orfidan, né à Izernore en 1897, décédé à Oyonnax en 1979, fut champion de France du 110 m haies en 1920 et sélectionné, la même année, pour les Jeux Olympiques d'Anvers, pour l'épreuve du saut en longueur.

## Économie
Comme la plupart des communes de la région, l'agriculture était l'activité principale du village jusqu'à la fin du XIXe siècle. Aujourd'hui, onze exploitations agricoles existent à Izernore.
Le début du XXe siècle voit la commune changer de visage est devenir petit à petit une cité industrielle. La première industrie de matières plastiques s'est implantée en 1920, elle confectionnait des articles de celluloïd tel des hochets, des boutons ou des articles de coiffure. Une seconde entreprise (Ets Jules Donier) s'installe en 1928, elle est la pionnière en France pour la confection de balles de ping-pong. Le travail à domicile est très répandu durant cette période.
Après 1970, avec les décentralisations des entreprises oyonnaxiennes, la commune voit son activité industrielle ainsi que sa démographie augmenter fortement. La plupart sont des usines de travail de matières plastiques ainsi que les secteurs qui en dérivent, mécaniciens moulistes, polisseurs.

### Revenus de la population et fiscalité
Selon l'enquête de l'Insee en 1999, les revenus moyens par ménage sont de l'ordre de 17 362 euros par an, alors que la moyenne nationale est de 15 027 euros par an. Par contre, aucun foyer n'est soumis à l'impôt de solidarité sur la fortune.

### Emploi
En 1999, la population d'Izernore se répartissait à 52,3 % d'actifs, bien supérieur au 45,2 % d'actifs de la moyenne nationale, 12,1 % de retraités, un chiffre inférieur au 18,2 % national. On dénombrait également 26,6 % de jeunes scolarisés et 9 % d'autres personnes sans activité.
Les chiffres de l'emploi par secteur d'activité à Izernore démontre bien l'importance de l'industrie pour la commune, car 45 % de la population active est de la catégorie ouvrière.
Le taux de chômage, en 1999, n'est que de 5,1 % alors que la moyenne nationale est de 12,9 %.
Répartition des emplois par domaine d'activité
|                             | Agriculteurs | Artisans, commerçants, chefs d'entreprise | Cadres, professions intellectuelles | Professions intermédiaires | Employés | Ouvriers |
| --------------------------- | ------------ | ----------------------------------------- | ----------------------------------- | -------------------------- | -------- | -------- |
| Izernore                    | 1,9 %        | 8,1 %                                     | 9 %                                 | 17,1 %                     | 19 %     | 45 %     |
| Moyenne nationale           | 2,4 %        | 6,4 %                                     | 12,1 %                              | 22,1 %                     | 29,9 %   | 27,1 %   |
| Sources des données : INSEE |              |                                           |                                     |                            |          |          |

### Entreprises de l'agglomération
Les principales industries en 2004 sont les entreprises « Plastibell » et « Goiffon » avec, respectivement, un chiffre d'affaires de 16 et 12 millions d'euros.
Sur les 109 entreprises recensées en 2004 à Izernore, le tiers, soit 36, sont des industries des biens intermédiaires, notamment spécialisées dans les matières plastiques. Les services aux entreprises sont également répandus puisqu'il en existe 17 établissements. La part des commerces et des entreprises de construction est également importante.

### Commerce
Izernore possède deux boulangeries, une boucherie, deux fleuristes, une épicerie, un hôtel-restaurant et entre autres une station-service, ce qui offre aux habitants une grande quantité de services.
Le bureau de poste actuel date de 1955, il a été construit à la place d'un ancien café par la mairie d'Izernore car celui-ci était sinistré depuis la guerre. La perception y était installée jusqu'en 1978.

## Culture locale et patrimoine

### Lieux et monuments

#### Monuments civils

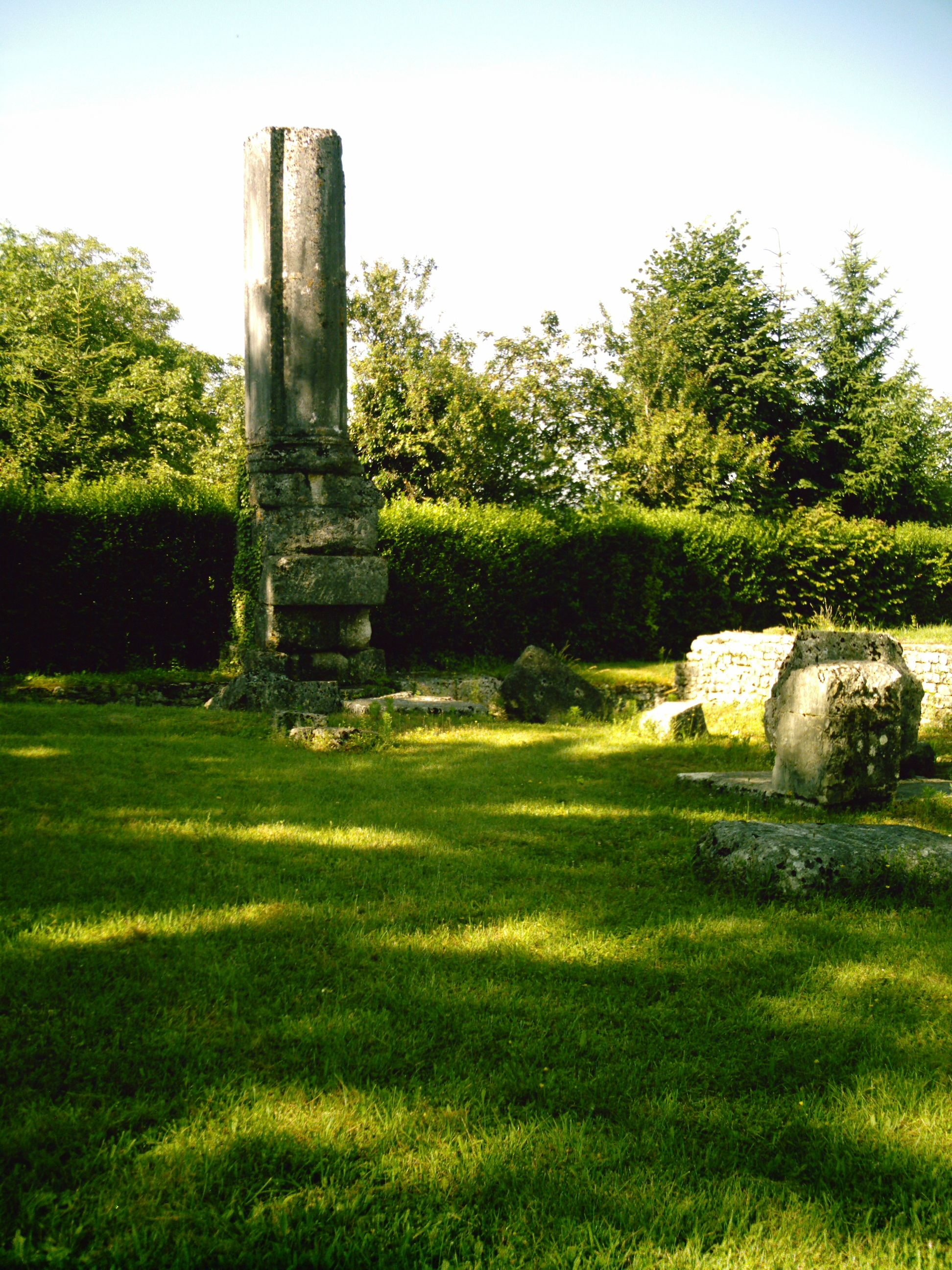
Les ruines du temple gallo-romain.

- Le temple gallo-romain, classé au titre des monuments historiques par liste de 1840[48].
- Vestiges du château fondé par les sires de Bussy qui sont connus depuis la fin du XIIe siècle[49].
- Monument commémoratif en souvenir du premier atterrissage d'un Dakota en France occupée en juillet 1944.

#### Monuments religieux

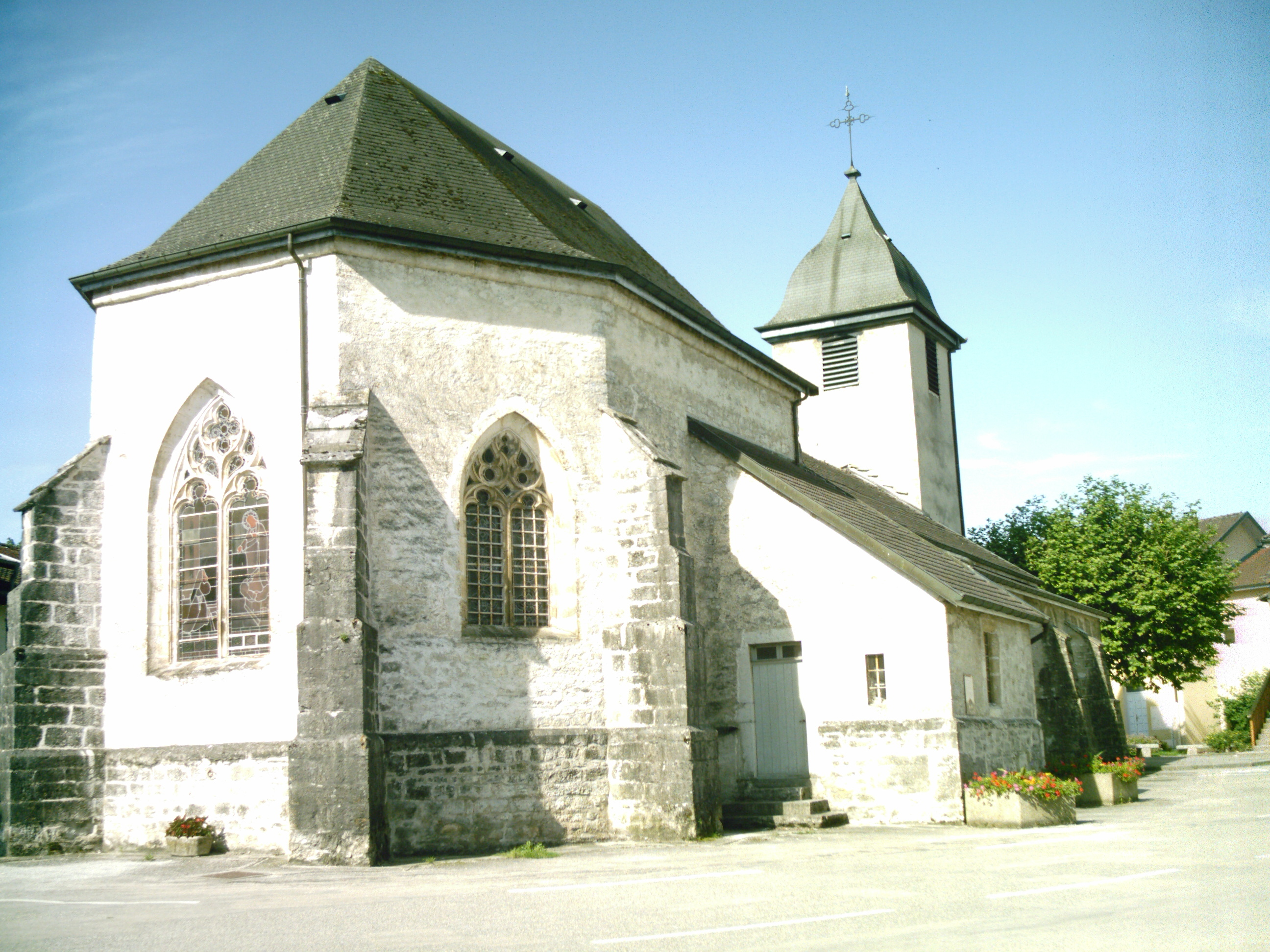
Église Notre-Dame-de-l'Assomption.

L'église d'Izernore datant de la fin du XVe siècle fait l’objet d’une inscription au titre des monuments historiques depuis 1926.
Son chœur gothique flamboyant a été restauré en 1988. On peut y observer un caveau avec des fresques, des cercueils et des statues de bois polychrome.
- Chapelle de Cessiat.

### Patrimoine culturel
Le musée archéologique d'Izernore se trouve au cœur du village, dans un bâtiment communal qui abrite également l'Office du Tourisme, à proximité de l'église. Il est labellisé « Musées de France ».
Son inauguration a eu lieu en 1912, mais les Allemands l'ont pillé en 1940 et s'y sont procurés un « butin de guerre ». D'autres musées archéologiques ont également emprunté des objets de la collection.
On y retrouve les divers objets découverts sur le site du temple et répertoriés depuis 1910. Pour la période pré-romaine, les visiteurs peuvent voir des armes, des outils, des bijoux, de la vaisselle en os mais également des matériaux comme du métal ou de l'argile. Pour la période gallo-romaine les objets en exposition sont des outils métalliques à usage domestique, des céramiques, des verreries, des panneaux de fresques, des fragments de mosaïques, des bijoux ainsi qu'une collection de pièces datant des époques séquanes à mérovingienne. Tout ceci provient de fouilles ou de découvertes fortuites.